# Etienne Siliee
Etienne Siliee (né à une date inconnue à Willemstad) est un entraîneur de football curacien. Il est instructeur pour la Fédération royale néerlandaise (KNVB), et pour Curaçao.

## Biographie
Il dirige la sélection de Curaçao en 2014, en particulier lors de la Coupe caribéenne des nations 2014. La sélection est éliminée au premier tour de la compétition.